# St. Laurentius (Egern)

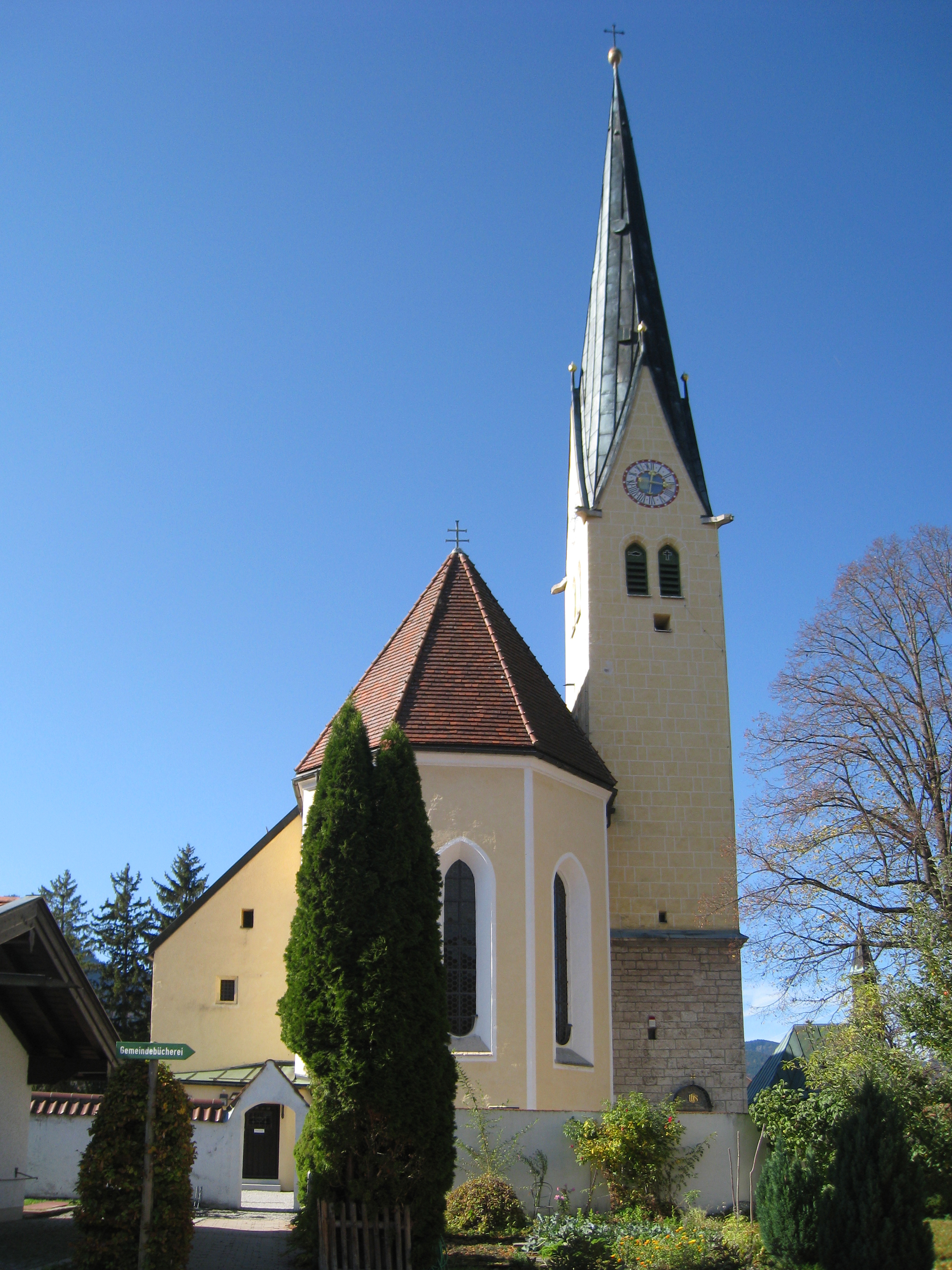
St. Laurentius

St. Laurentius ist eine römisch-katholische Pfarrkirche in Rottach-Egern im Landkreis Miesbach in Oberbayern. Die ursprünglich gotische, im Barock umgebaute Saalkirche gehört zum Pfarrgemeindeverbund Tegernsee-Egern-Kreuth im Erzbistum München und Freising.

## Geschichte und Architektur

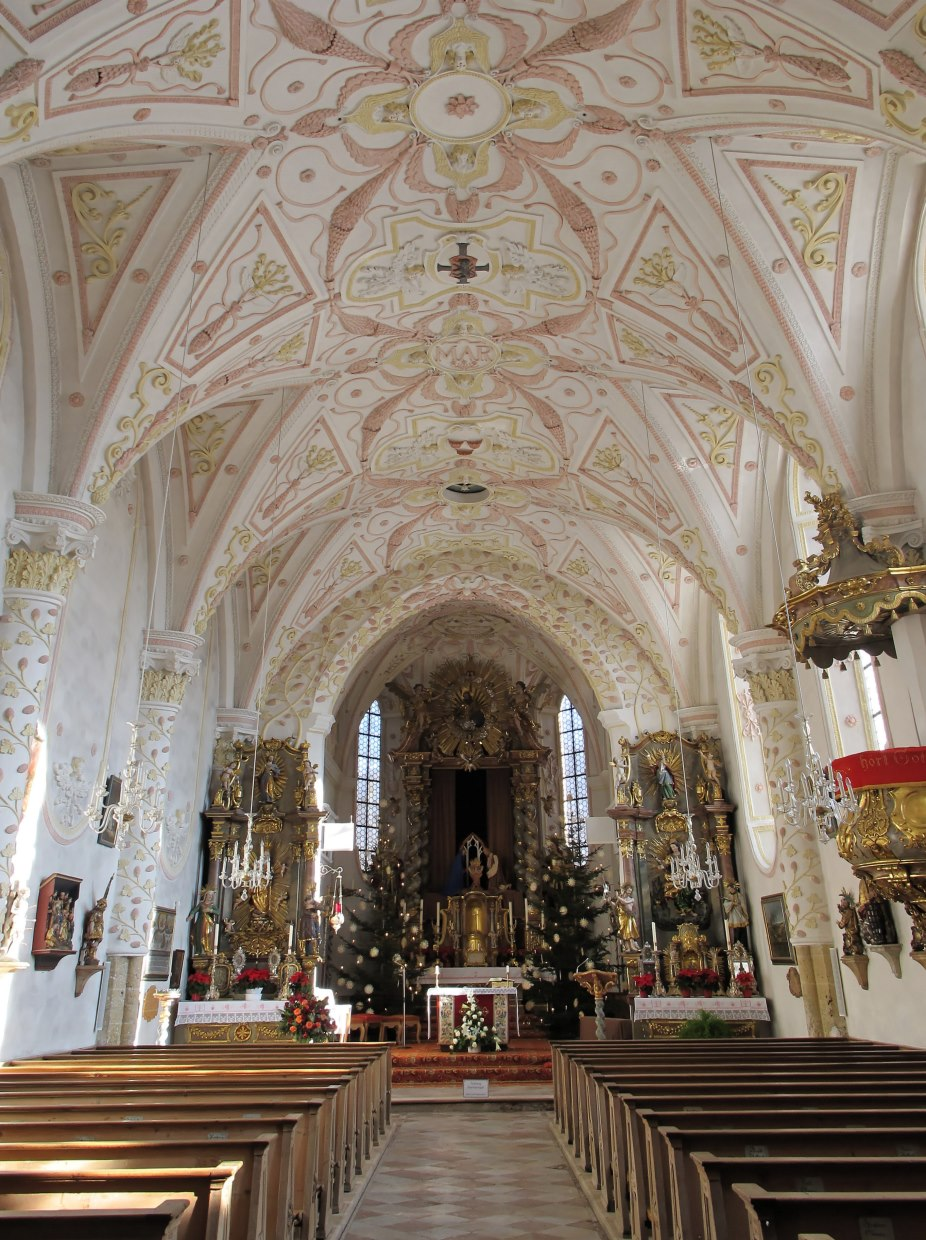
Kirchenschiff

Die Kirche gehörte bis 1809 zum Kloster Tegernsee. Eine im Jahr 1111 durch den Abt Aribo erbaute Kirche wurde im Jahr 1466 vermutlich vom Klosterbaumeister Alexander Gugler neu erbaut. In den Jahren 1671/72 wurde die Kirche barock umgestaltet und im Zusammenhang mit einer zunehmenden Wallfahrt in den Jahren 1707/08 nach Westen erweitert. Der Turmoberbau wurde 1781 erbaut. Die Säkularisation von 1803 brachte das Ende der Zuständigkeit des Klosters für die Pfarrei Egern. Ohne dessen Förderung sowie aufgrund staatlicher Verbote endete auch die Wallfahrt. Eine Renovierung des Äußeren erfolgte 1988, des Inneren 1994.
Die Kirche ist eine Saalkirche mit einem leicht eingezogenen Chor und einem Nordturm mit Spitzhelm. An der südlichen Außenwand des Langhauses ist ein Fresko mit der Kreuzigung Christi und dem Stifter Jörg Erlacher aus dem Jahr 1474 zu finden.
Im Innern wird die Kirche durch ein Kreuzrippengewölbe über gotischen Wandvorlagen abgeschlossen. Das Innere wurde im Jahr 1672 durch den Maurer und Stuckateur Martin Fischer aus Schliersee barockisiert, wobei die Rippen entfernt, der obere Teil der Wandvorlagen zu Halbsäulen ummantelt und die Decke mit einer geometrischen Rahmengliederung, Lorbeergewinden, Herzen und Rosetten stuckiert wurden.

## Ausstattung
Der Hochaltar wurde im Jahr 1689 durch den Kistler Gregor Höss in Egern gefertigt. Das künstlerisch wertvolle Altarblatt von Hans Georg Asam stellt den heiligen Laurentius als Fürbitter der armen Seelen dar. Die Heiligen Sebastian und Eustachius wurden von einem unbekannten Bildhauer aus Schliersee gefertigt und die vier Säulen sowie die Auszugsfiguren im Jahr 1746 durch Michael Sternegger ergänzt.
Am Volksaltar ist eine spätgotische Holztafel mit dem Schweißtuch der Veronika zu sehen, die von den Apostelfürsten Petrus und Paulus gehalten wird.
Die Seitenaltäre wurden in den Jahren 1685/86 geschaffen; der linke zeigt ein Mariengnadenbild aus dem 15. Jahrhundert, flankiert von den Figuren des heiligen Joachim und der heiligen Anna sowie mit dem heiligen Joseph im Auszug. Der rechte Altar ist mit einer Skulptur der heiligen Maria Magdalena ausgestattet, die von den Heiligen Johannes dem Täufer, Aloysius und Barbara flankiert wird.
Die Kanzel wurde 1751 von Michael Hagn aus Miesbach geschaffen und durch Melchior Rixner aus Tegernsee gefasst. Gegenüber ist ein Holzrelief mit einer Darstellung des Marientods vom Ende des 15. Jahrhunderts angeordnet.
An den Langhauswänden sind Standfiguren und Büsten aus dem 18. Jahrhundert aufgestellt, über dem Eingang ein Rokokokruzifixus mit lebensgroßen gotischen Assistenzfiguren.
Die untere Emporenbrüstung zeigt Mirakelbilder aus dem Jahr 1711 mit Bezug auf das Egerner Mariengnadenbild. Ein Votivbild von 1705 erinnert an die Sendlinger Bauernschlacht.
Das heutige Geläute der Kirche besteht aus drei Bronzeglocken der Erdinger Glockengießerei aus dem Jahr 1965 mit Schlagtonfolge es1 - g1 - b1.

### Orgel

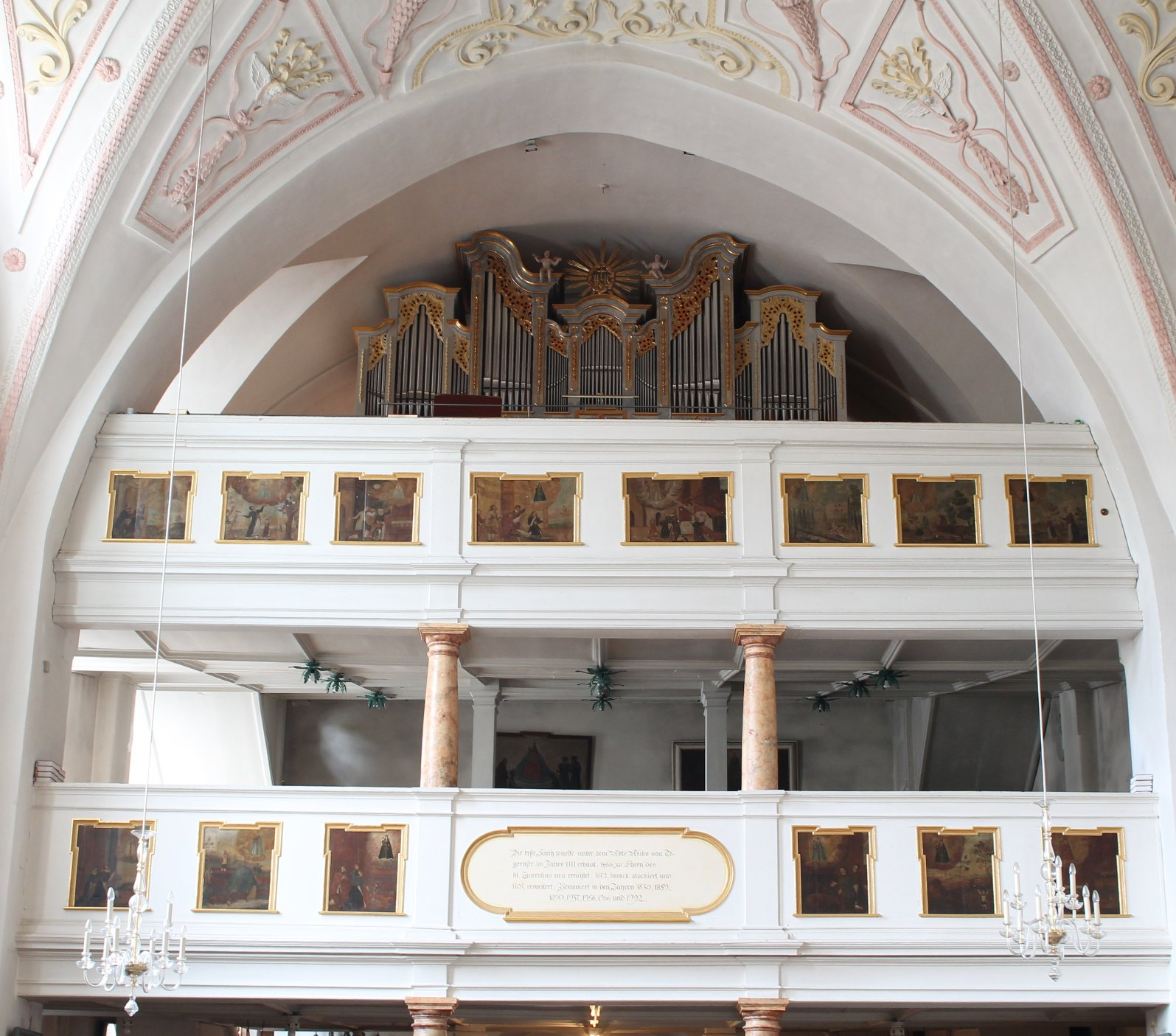
Orgelempore

Die Orgel ist ein Werk von Anton Staller aus dem Jahr 1996 mit 28 Registern auf drei Manualen und Pedal. Sie steht im Gehäuse einer Orgel von Anton Bayr aus dem Jahr 1746, das um zwei Seitenfelder vergrößert wurde. Die Disposition lautet:
| II Manual   |       |
| Bordun      | 16′   |
| Principal   | 8′    |
| Gamba       | 8′    |
| Hohlflöte   | 8′    |
| Oktave      | 4′    |
| Erlenflöte  | 4′    |
| Quinte      | 2 ⁄3′ |
| Superoktave | 2′    |
| Mixtur IV   | 1 ⁄3′ |
| Trompete    | 8′    |
| Tremulant   |       |

| III Manual    |        |
| Gedackt       | 8′     |
| Salicional    | 8′     |
| Vox coelestis | 8′     |
| Principal     | 4′     |
| Rohrflöte     | 4′     |
| Nasat         | 2 ⁄3′  |
| Flageolet     | 2′     |
| Terz          | 1 3⁄5′ |
| Spitzquinte   | 1 ⁄3′  |
| Scharff III   | 1′     |
| Cromorne      | 8′     |
| Tremulant     |        |

| Pedal         |       |
| Subbaß        | 16′   |
| Oktavbaß      | 8′    |
| Gedecktbaß    | 8′    |
| Hohlflöte     | 4′    |
| Hintersatz IV | 2 ⁄3′ |
| Posaune       | 16′   |
| Trompete      | 8′    |

- Koppeln: I. Manual als Koppelmanual, II/P, III/P
- Spielhilfe: 32-facher elektronische Setzer
- Bemerkungen: Schleiflade, mechanische Spiel- und elektrische Registertraktur

### Heiliges Grab

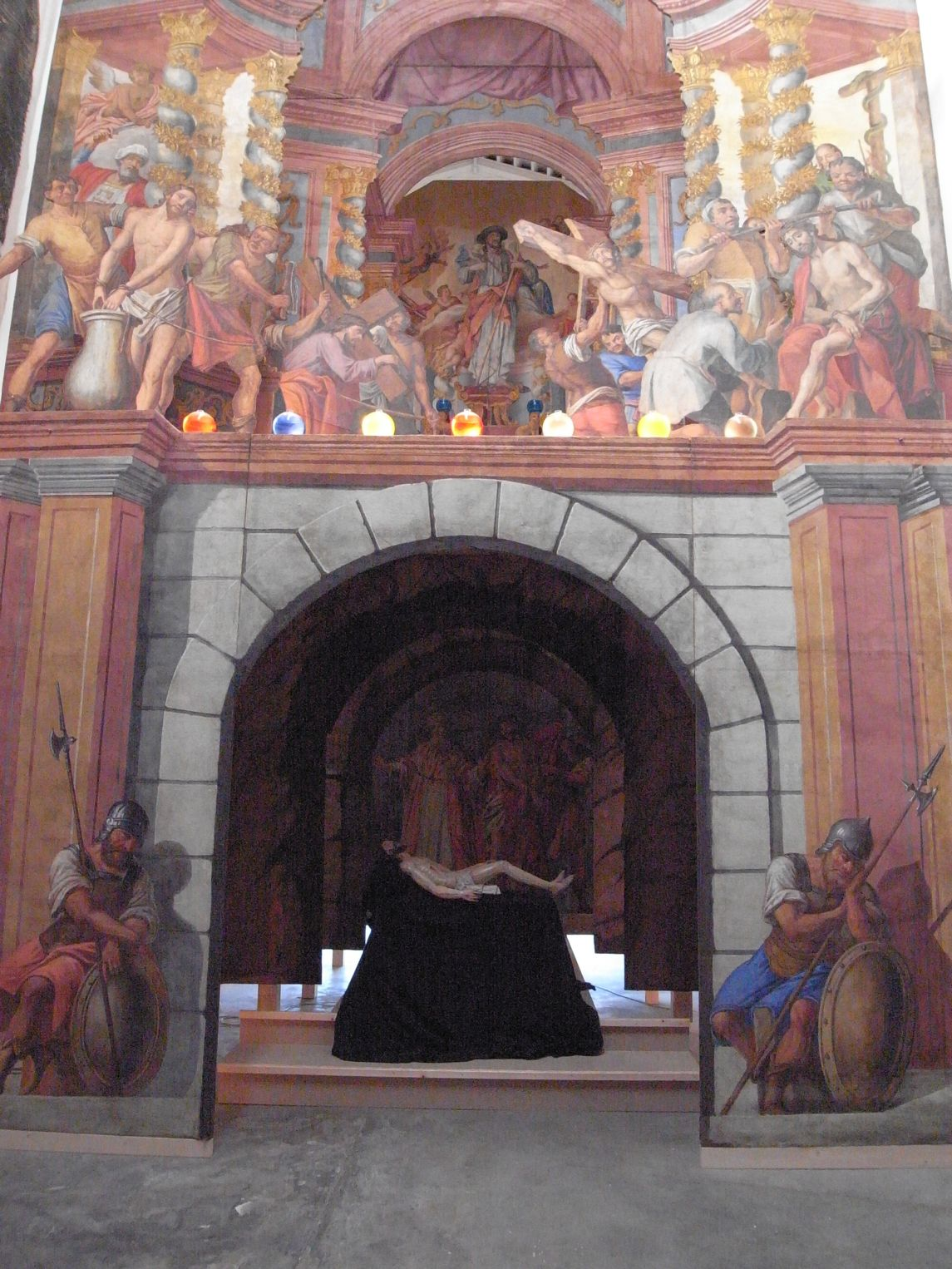
Heiliges Grab

Die barocke Holzkonstruktion wurde 1757 geschaffen. Die Kulissen bemalte der Münchner Kirchen- und Theatermaler Joseph Ignaz Schilling. Die Kosten von 400 Gulden fielen nicht der Kirchenkasse zur Last, sondern wurden von Spendern getragen. Wie eine barocke Theaterkulisse füllt der Aufbau aus Holz und bemalter Leinwand mit 10 Metern Höhe, 6 Metern Breite und 8 Metern Tiefe den ganzen Altarraum. Die Kulissen-Inszenierung des Heiligen Grabes ist in den geraden Jahren in der Laurentiuskirche zu sehen. Dargestellt wird die Geschichte vom Leiden, Sterben und Auferstehen Jesu Christi. Die bemalten Leinwände gehören zu den größten und wohl auch prächtigsten Aufstellbildern Bayerns. Nach langen Jahrzehnten des Vergessens auf dem Kirchenspeicher wurde das Heilige Grab im Jahr 2007 weitgehend mit Unterstützung der Deutschen Stiftung Denkmalschutz für fast eine halbe Million Euro von den Restaurierungswerkstätten Wiegerling in Gaißach restauriert und vor zehn Jahren erstmals wieder aufgestellt.

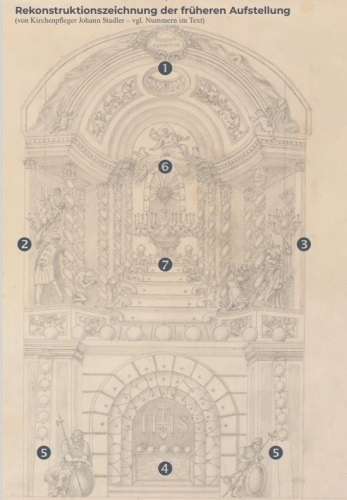
Rekonstruktionszeichnung des Heiligen Grabes

 Durch mehrere Kulissen-Ebenen ist die Scheinarchitektur perspektivisch gestaltet. Die Inschrift in der bekrönenden Schrifttafel (1) zitiert aus dem 2. Buch der Könige (23,17): Sepulchrum Hominis Dei (Das Grab des Gottesmannes).
Im oberen Teil öffnet sich eine Art Bühne. Wie ein Kirchenraum oder ein Thronsaal ist sie von gedrehten Säulen eingefasst und von einem oben offenen Kuppelgewölbe überspannt. Hier werden im Verlauf der Karwoche wechselnde Passionsdarstellungen in Form von lebensgroßen Aufstellbildern gezeigt: Geißelung, Dornenkrönung, Verurteilung Jesu durch Pilatus, Kreuztragung und Kreuzaufrichtung.
Seitlich verweisen gemalte Figurengruppen auf zwei alttestamentliche Vorbilder des Heil bringenden Kreuzestodes Jesu: Links (2) will Abraham auf Gottes Befehl seinen Sohn Isaak opfern, wird jedoch von einem Engel daran gehindert (vgl. Genesis 22,1-19). Rechts (3) verweist Mose die von Giftschlangen gebissenen Israeliten auf die eherne Schlange, die an einer kreuzförmigen Stange angebracht ist; wer zu ihr aufblickt, bleibt am Leben (vgl. Numeri 21,4-9).
 

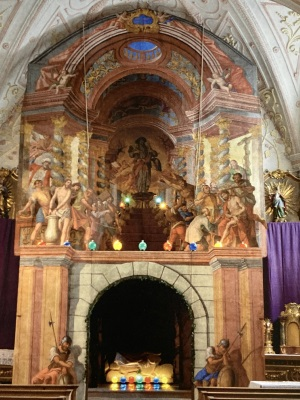
Das beleuchtete Grab

Die Öffnung unten (4) stellt das Grab Christi dar. Beidseits (5) sind hier schlafende Wachsoldaten gemalt. Tief im Inneren wurde früher am Karfreitag über der Figur des Grabchristus die verschleierte Monstranz mit dem Allerheiligsten beigesetzt.
Der Karsamstag ist der Tag, an dem die Gläubigen vor dem Heiligen Grab der Grabesruhe Jesu gedenken. Während der Auferstehungsfeier wird die Figur des toten Jesus den Blicken entzogen und unter musikalischem Osterjubel erstrahlt ein silbernes Kreuz (früher: die Monstranz) oben (6) auf dem prächtigen Königsthron Salomos (7). Dessen sieben Stufen symbolisieren die Tugenden, die rote Farbe gleichermaßen königliche Würde und die sich im Leiden Jesu zeigende Liebe; die flankierenden zwölf Löwen stehen für die Stämme Israels beziehungsweise die Apostel.
Nach Ostern zeigt ein weiteres Aufstellbild Jesus als den guten Hirten (vgl. Johannes-Evangelium 10,11-21).

## Umgebung

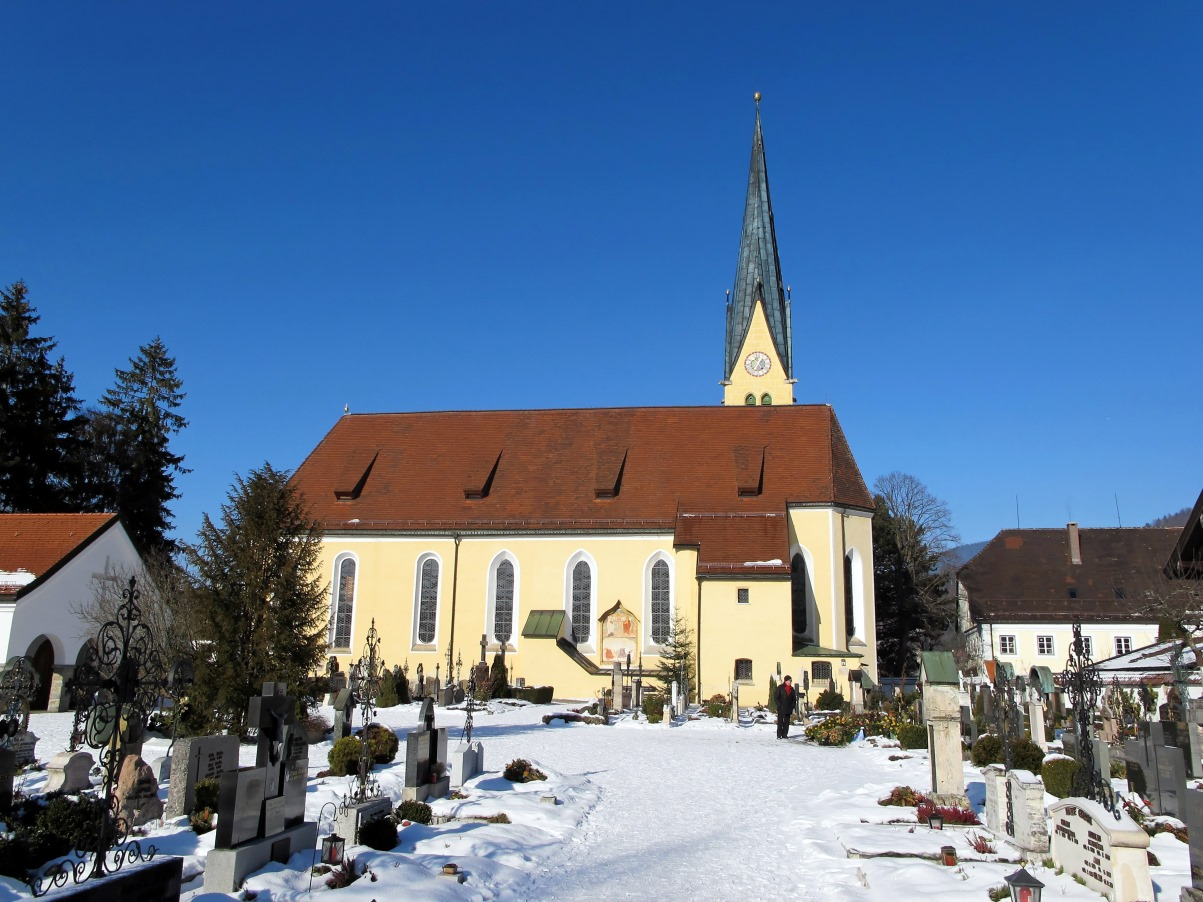
Friedhof

Die Kirche ist von einem Friedhof umgeben, auf dem zahlreiche, teils überregional bekannte Persönlichkeiten begraben sind, darunter die Schriftsteller Ludwig Thoma und Ludwig Ganghofer, der Opernsänger Leo Slezak und seine Frau Elsa Wertheim, der Historiker Karl Alexander von Müller, der Himalaya-Bergsteiger Karl Herrligkoffer, der russische Graf Nikolai Wladimirowitsch Adlerberg, Amalie von Lerchenfeld, Joseph Ennemoser und einige Henckel von Donnersmarck (Guidotto 1888–1959, Anna 1884–1963, Kraft 1890–1977, Guido 1909–1976).
Die Friedhofskapelle (jetzt Taufkapelle) wurde 1508 zu Ehren der Pestheiligen Sebastian und Rochus errichtet und 1966 renoviert. Der dortige Altar von 1742 zeigt auf dem Altarblatt die Titelheiligen und Figuren der Heiligen Franz von Assisi, Michael, Leonhard und Johann Nepomuk.